# Destination America
Destination America est une chaîne de télévision thématique américaine dirigée par Warner Bros. Discovery.
Destination America est disponible dans certaines régions des États-Unis sur les chaînes du câble et du satellite telles que EchoStar Communications Corporation, DirecTV, Comcast, Charter Communications, Verizon FiOS, Cox Communications, Time Warner Cable, et Knology.

## Histoire
Lancée le 7 octobre 1996 sous le nom Discovery Travel and Living Network, cette chaîne était le principal concurrent de HGTV ; la chaîne offre des programmes de bricolage aux programmes de cuisine en passant par les programmes de décors d'intérieur/paysagiste aux planificateurs de fêtes. En 1998, elle devient Discovery Home and Leisure, puis Discovery Home Channel en 2004.
Le 4 juin 2008, la chaîne changea de nom pour devenir Planet Green, et fut la première chaîne à parler d'écologie[réf. nécessaire]. Des industries publicitaires telles que General Motors, S. C. Johnson, Siemens, The Home Depot, Frito-Lay, Waste Management, Johnson & Johnson, Dow Chemical, Whirlpool Corporation, Clorox, et Wachovia ont signé pour être les principaux sponsors de la chaîne. Elle a démarré avec 250 heures de programmes écologiques. Discovery Communications a investi 50 millions de dollars américain pour financer la chaîne.

## Programmes
Destination America diffuse de nombreuses séries télévisées. Certaines de séries mettent en vedette des célébrités telles que Emeril Lagasse, Adrian Grenier, Leonardo DiCaprio, Ludacris, Tommy Lee, Tom Bergeron, Su-chin Pak, Maria Menounos, Bob Woodruff et Tom Green. Ces vedettes viennent aussi sur le plateau de la chaine pour donner quelques petits conseils d'écologie.